# Fürményes
Fürményes település Romániában, Szilágy megyében.

## Fekvése
Zilahtól északkeletre, Szilágyfőkeresztúr és Szilágypaptelek között fekvő település.

## Nevének eredete
Nevének eredetéről több változat is ismert:
A Fürményes szó ószláv személynév volt.
A helyi lakosságállítása szerint amikor alapító lakosai e helyen megtelepedtek, a fürjek nagy csapatokban jártak a réten, s a fürj-ménesből lett később Fürményes.
A néphagyomány szerint Fürményest régen Hadaházának hívták, és a hasonló nevű határrészen feküdt. Mihály vajda idejében azonban Hadaházát feldúlták, s megmaradt lakossága a mai Fürményes helyén telepedett le.
A történeti adatok alapján azonban Hadaháza külön falu volt, és Fürményesbe olvadt.

## Története
Nevét az oklevelek 1387-ben említették először Offermenes néven.
1423-ban Olahfernyes, 1549-ben Fermenes, 1639-ben Feőrmenes, 1701-ben Förményes néven írták.
Fürményes a Kusalyi Jakcs család birtokai közé tartozott.
1423-ban Zsigmond király parancsára a váradi káptalan által iktatták be Kusalyi Jakcs György János nevű fiát és annak nejét Annát és fiaikat Lászlót és Györgyöt. 1543 körül Drágffy Gáspár, Spáczai Menyhért és Pandi János birtoka volt. 1559-ben Spáczai Menyhért, özvegy Pandi Jánosné Kaplyon Petronella jobbágyai tanúskodtak - egy okirat szerint - Bodon ésCsiglen nevű erdők hovatartozásának megállapítása végett. 1639-ben Rákóczi György fejedelem a hűtlenné vált Nagydobai Spáczai János birtokát Serédi István Kraszna vármegyei főispánnak, főlovászmesterének adományozta.
1701-ben I. Lipót király Nagydobai Spáczai Mihály és János részbirtokát, kik örökös nélkül haltak el, Nagyfalusi Serédi Péternek adományozta.
1797-ben végzett összeíráskor Fürményes főbb birtokosai voltak: gróf Andrási Károly, Kendefi Rákhel és gróf Bethlen Gergelyné.
1847-ben Fürményesnek 383 lakosa volt, melyből 380 görögkatolikus, 3 református volt.
190-ben 505 lakosából 6 magyar, 491 román, 8 egyéb nyelvű, melyből 4 római katolikus, 448 görögkatolikus, 3 református, 2 unitárius, 8 izraelita. A házak száma ekkor 95 volt.
Fürményes a trianoni békeszerződés előtt Szilágy vármegye Zsibói járásához tartozott.

## Nevezetességek
- Görögkatolikus fatemploma 1700-ban épült. Anyakönyvet 1824-től vezetnek.